# Heça Duume Coistão
Heça Duume Coistão (em persa: ولسوالی حصه دوم کوهستان; romaniz.: Šahrestâne Hesa Duwum Kuhistân) é um distrito da província de Capisa, no Afeganistão, fundado com a divisão do distrito de Coistão. De acordo com o censo de 2017, havia 23 053 habitantes.